# Rue du Séjour
La rue du Séjour est une voie de Charenton-le-Pont, en France.

## Situation et accès
La rue du Séjour est une impasse qui débute rue de la Mairie près de son extrémité basse.
L’impasse se termine par une déchèterie en contrebas de la bretelle routière (route D 6 B) à gauche et du mur du square Jules-Noël à la place de l'ancienne enceinte du Séjour du Roi, à droite.
Elle est accessible par la station de métro Charenton - Écoles de la ligne 8 du métro de Paris.

## Origine du nom
Son nom est dû au Séjour du Roi, ancien domaine royal.

### Séjour du Roi

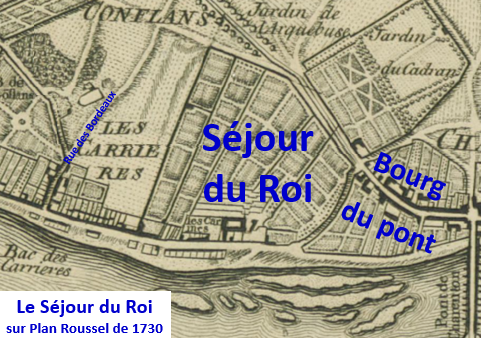
Séjour du Roi (plan Roussel de 1730)

Le Séjour du Roi est un ancien fort qu'avait fait construire Philippe le Bel à proximité du pont pour assurer la sécurité du passage. Le Séjour du Roi était également nommé Séjour des Carrières en raison d'anciennes carrières souterraines creusées dans ce terrain. On prétendait qu'un souterrain reliait le Séjour au château de Vincennes (certainement une légende).  
Nous avons peu d'informations sur ce fort et aucune représentation, mais son existence est attestée en 1314. Il était complété par un logis de 2 étages surmonté d’un beffroi avec horloge et cloches qui comprenait des écuries pouvant accueillir 50 chevaux. Ces écuries sont transférées à Paris au XVe siècle. 
Le domaine clôturé de murs s’étendait, à l’ouest du bourg du pont, de la Marne à la rue de Conflans entre la ruelle des Carrières actuelle rue de la Mairie, et une ligne parallèle à l'actuelle rue Victor-Hugo, environ 50 mètres à l'ouest de cette rue ouverte en 1837 à partir d'une impasse dans le Séjour. Le Séjour comprenait un lieu-dit l'écho et l'île Martinet avec son moulin  y était rattachée. 
Philippe le Bel, Philippe VI et Jean II y séjournent au début du XIVe siècle, Charles VI entre 1385 et 1400.
Le Séjour du Roi délaissé au XVe siècle et tombant en ruine est cédé par Louis XI à Gillette Hennequin en 1481 contre paiement d'une rente annuelle
Charles Bailly, Président en la Chambre des Comptes, en est propriétaire à la fin du  XVIe siècle. Le domaine est démantelé au début du XVIIe siècle.
Le bas du Séjour, à l’emplacement compris entre la voie ferrée, le quai des Carrières et l’actuelle rue Victor-Hugo, est donné en 1615 à l’ordre des Carmes déchaussés qui y établissent le noviciat de la Congrégation dans un couvent construit de 1623 à 1628. 
Le reste du domaine est acquis en 1699 par Pierre Dionis, conseiller et secrétaire du roi, cousin du chirurgien qui ajoute à son patronyme la particule du Séjour transmise à ses descendants.
Les bâtiments du Couvent des Carmes vendus comme bien national à la Révolution sont utilisés par une entreprise de fonderie dans la première moitié du XIXe siècle puis détruits en 1847 pour le passage de la voie ferrée et l'établissement de la première gare.
La partie haute du séjour qui appartenait à Achille Dionis est vendue après sa mort en 1796 et morcelée. La rue Saint-Pierre est, notamment, ouverte sur ces terrains .

## Histoire

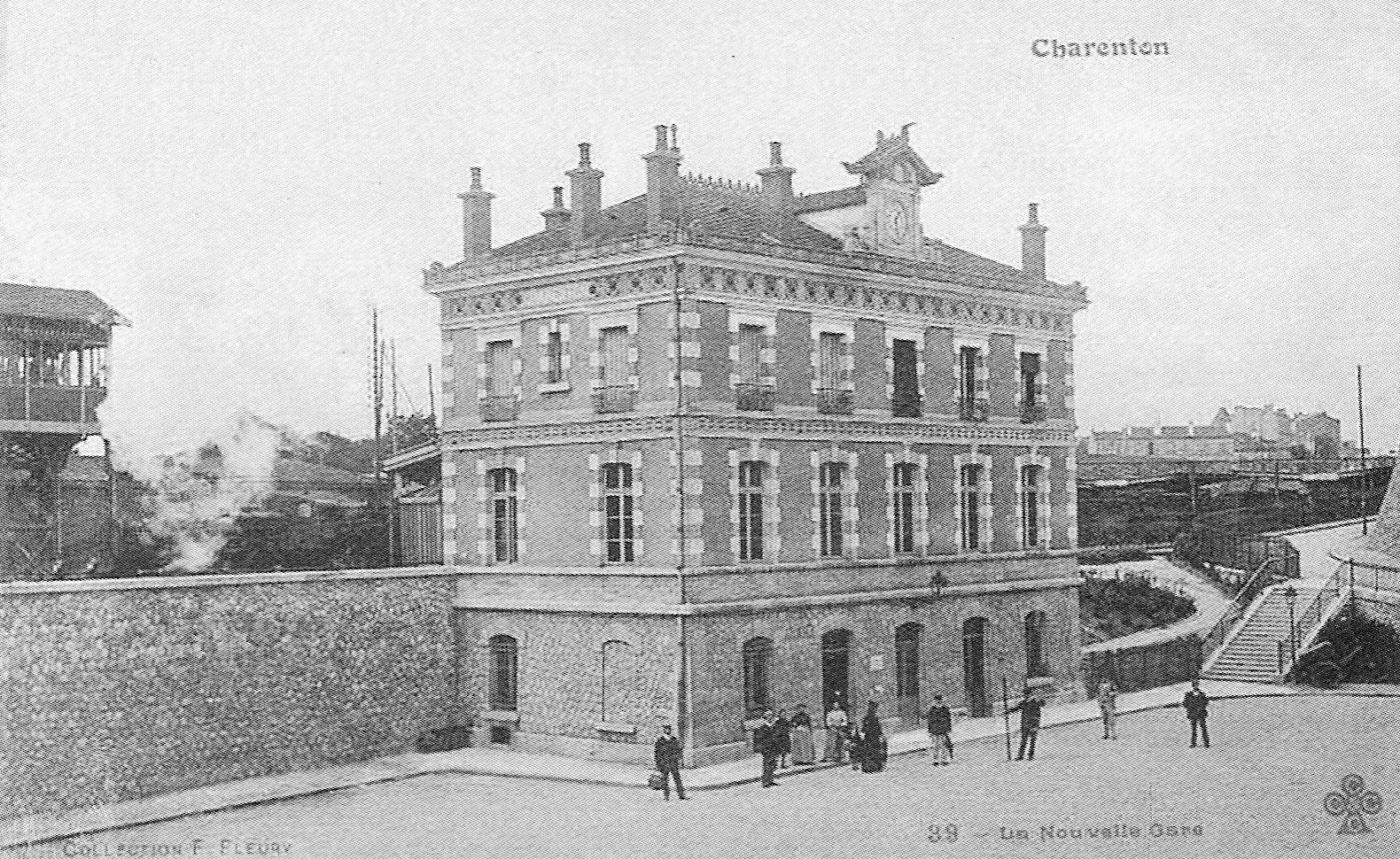
La gare de 1905 sur le parcours de la rue du Séjour.

La rue est ouverte en 1903 par viabilisation d’un chemin de 6 mètres de largeur qui longeait la voie ferrée pour desservir la nouvelle gare de Charenton  établie en 1905 au nord-est de la ligne en remplacement de l’ancienne située du côté opposé.
La rue, nommée en souvenir du Séjour du Roi, reliait la rue de la Mairie à la rue de la Gare (actuelle rue Arthur-Croquette) par en passant par la place de la Gare. Son tracé sinueux permettait d'adoucir la pente entre cette place située en bas du niveau des voies et l'entrée du pont de la rue de Gare enjambant la ligne ferroviaire (emplacement de l'actuelle passerelle du kilomètre 4 entre la rue Arthur-Croquette et la rue de l'Embarcadère).
La suppression de la partie nord de la rue vers 1970, entrainant la destruction de la gare, pour le passage de la bretelle routière de la rue Arthur-Croquette à l’autoroute de l'Est a réduit la voie à une courte impasse.